# Porfirio Herrera Báez
Porfirio Herrera Báez (* 8. November 1915 in San Pedro de Macorís; † nach 1975) war ein dominikanischer Rechtsanwalt und Diplomat.

## Werdegang
Herrera Báez graduierte 1938 an der Universität Santo Domingo im Fach Recht und erwarb 1941 einen Abschluss in Internationalem Recht und Internationalen Beziehungen an der Columbia University in New York.
Von 1956 bis 1961 war er Außenminister der Dominikanischen Republik und in der Regierung von Joaquín Balaguer von 1960 bis 1961 Kanzler. Danach diente er in mehreren Staaten als Botschafter: von 1961 bis 1962 beim Heiligen Stuhl, 1963 in Großbritannien, von 1972 bis 1975 in Portugal und ab 1975 in Italien.

## Ehrungen
- 1960: Großkreuz der Bundesrepublik Deutschland